# The Conversation (Texas)
The Conversation è l'ottavo album in studio del gruppo musicale scozzese Texas, pubblicato il 20 maggio 2013.

## Tracce
1. The Conversation – 2:44
2. Dry Your Eyes – 2:41
3. If This isn't Real – 3:17
4. Detroit City – 3:42
5. I Will Always – 2:26
6. Talk About Love – 3:28
7. Hid From the Light – 3:32
8. Be True – 3:15
9. Maybe I – 2:38
10. Hearts Are Made to Stray – 2:45
11. Big World – 3:21
12. I Need Time – 3:20

Tracce bonus su iTunes
1. Where Do You Go – 3:43